# 監視 (2016年電影)
《監視》（英語：The Eyes）是一部2016年美國犯罪劇情片，由羅比·布萊恩執導，尼可拉斯·特圖羅、樊尚·帕斯托雷、梅根·韋斯特、小格雷格·戴維斯、史蒂文·豪克和丹尼爾·弗萊厄蒂主演。

## 剧情
6個完全陌生、來自不同家庭、種族的陌生男女，他們的背景故事也不為人知。這6人被迫加入一場詭異實驗，二個小時內他們必須決定死哪5個人，只有1人可以活下來。

## 演员
- 尼可拉斯·特圖羅（英语：Nicholas Turturro） 饰 查利
- 樊尚·帕斯托雷 饰 哈里
- 梅根·韋斯特 饰 贾克琳
- 安娜·伊莎貝爾（英语：Ana Isabelle） 饰 维多利亚
- 小格雷格·戴維斯 饰 罗比
- 史蒂文·豪克 饰 阿诺德
- 丹尼爾·弗萊厄蒂（英语：Daniel Flaherty） 饰 杰弗里
- 卡莉·史蒂爾（英语：Carly Steel） 饰 辛西娅

## 发行
該片於2017年4月7日上映。

## 反响
《洛杉磯時報》的諾埃爾·默里寫道，整部電影幾乎都由“编剧过度的、表演過度的、視覺上惰性的對抗和獨白組成”。
《荷里活報道》寫道，這部電影有時感覺像是“糟糕表演的大師班”，“即使影片的套路最近沒有被過度使用，也會是一部爛片。” 